# Reynolds 531
Pour les articles homonymes, voir Reynolds.

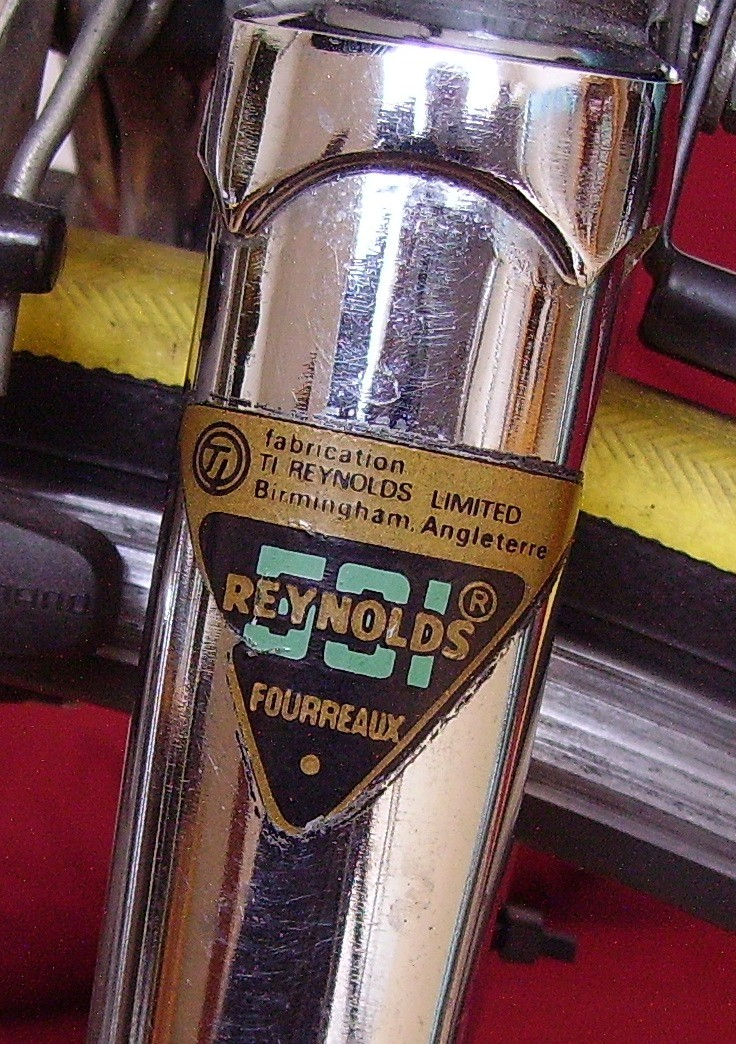
Décalcomanie « Reynolds 531 » - fourreaux fabriqués par « TI Reynolds Ltd. »

Le Reynolds 531 est un acier allié au manganèse-molybdène, à teneur moyenne en carbone, utilisé pour la fabrication de tubes de bicyclettes de course.
Reynolds 531 est propriété de Reynolds Cycle Technology, Birmingham (Angleterre).
Introduit en 1935, cet alliage possède une résistance élevée et permet de fabriquer des tubes de cadre de vélo à la fois solides et légers. Il se compose d’environ 1,5 % de manganèse, 0,25 % de molybdène et 0,35 % de carbone.
Le Reynolds 531 est maintenant disponible uniquement sur commande spéciale.
Le dernier-né, en acier inoxydable maraging, est le Reynolds 953.